# Houdain-lez-Bavay
Houdain-lez-Bavay – miejscowość i gmina we Francji, w regionie Hauts-de-France, w departamencie Nord.
Według danych na rok 1990 gminę zamieszkiwało 890 osób, a gęstość zaludnienia wynosiła 73 osób/km² (wśród 1549 gmin regionu Nord-Pas-de-Calais Houdain-lez-Bavay plasuje się na 600. miejscu pod względem liczby ludności, natomiast pod względem powierzchni na miejscu 214.).